# Thủy điện Hạ Sesan 2
Thủy điện Hạ Sesan 2 hay thủy điện Hạ Se San 2 (còn gọi là Han Se San 2, và viết tắt LSS2 cho "Lower Se San 2") là thủy điện xây dựng trên dòng Tonlé San, một phụ lưu lớn của sông Mê Kông, ở vùng đất tỉnh Stung Treng, đông bắc Campuchia .
Nhà máy thủy điện có công suất 400 MW với 5 tổ máy. Công trình xây dựng đập bắt đầu năm 2014, khánh thành tháng 9/2017 .

## Tonlé San
Tonlé San là một phụ lưu lớn của sông Mê Kông . Sông này bắt nguồn ở Bắc và Trung Tây Nguyên của Việt Nam với tên gọi sông Sê San. Sau đó sông chảy sang lãnh thổ Campuchia ở tỉnh Ratanakiri rồi sang tỉnh Stung Treng. Trước khi đổ vào sông Mê Kông, Tonlé San lần lượt nhận thêm nước từ sông Srêpốk và Tonlé Kong (tức sông Sê Kông). Thành phố tỉnh lỵ Stung Treng nằm ngay cạnh nơi sông này hợp lưu với sông Mê Kông.
Thủy điện Hạ Sesan 2 được xây dựng tại nơi sông Srêpốk hợp lưu với Tonlé San, cách thành phố Stung Treng khoảng 30 km (19 mi) về phía đông.